# Bogumił
Bogumiłⓘ, Bogomił, Bogmił, Bogomieł, Bogmieł, Bogumieł – staropolskie imię męskie. Wywodzi się ze złożenia członów: Bog- („Bóg”, ale pierwotnie w znaczeniu „los, dola, szczęście”) oraz -mił („miły”). Oznacza więc: „miły Bogu” (lecz uprzednio mogło znaczyć „ten, któremu los sprzyja”). Imiona słowiańskie ze składnikami Bog- (np. Bogumił czy Bogusław) mogą być także słowiańskim naśladownictwem irańskich imion używanych w czasach od VI do IV wieku p.n.e., takich jak Bagafarna („mający sławę od Boga”).
Bogumił imieniny obchodzi: 13 stycznia, 18 stycznia, 26 lutego, 10 czerwca, 3 listopada i 20 grudnia.
Żeński odpowiednik: Bogumiła.
Podobne imiona staropolskie: Bogdał, Bogdaj, Bogdasz, Bogdan, Bohdan, Bogudar, Boguchwał, Bogumysław, Bogurad, Bogusąd, Bogusław, Bogwiedz.

## Osoby o tym imieniu
- Bogumił z Dobrowa – błogosławiony Kościoła katolickiego, arcybiskup gnieźnieński, pustelnik (żył w XII w.)
- Bohumil Hrabal – czeski pisarz
- Bogumił Kobiela – aktor
- Bogumił Pawłowski – botanik